# İstanbul Futbol Ligi 1905/06

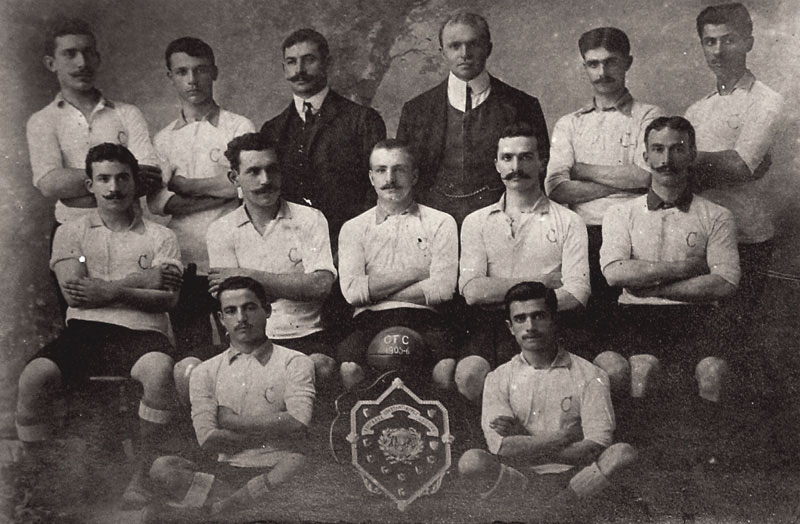
Cadi-Keuy FC, İstanbul Futbol Ligi 1905/06-Sieger

Die İstanbul Futbol Ligi  war die zweite ausgetragene Saison der İstanbul Futbol Ligi. Meister wurde zum ersten Mal Cadi-Keuy FC.

## Statistiken

### Abschlusstabelle
Punktesystem
Sieg: 2 Punkte, Unentschieden: 1 Punkt, Niederlage: 0 Punkte
| Pl. | Verein         | Sp. | S  | U  | N  | Tore    | Diff. | Punkte |
| --- | -------------- | --- | -- | -- | -- | ------- | ----- | ------ |
| 1.  | Cadi-Keuy FC   | 6   | 6  | 0  | 0  | 018:300 | +15   | 12     |
| 02. | HMS Imogene FC | 06  | 0? | 0? | 0? | 11:7    | 0+4   | 10     |
| 03. | Moda FC        | 06  | 0? | 0? | 0? | 2:9     | 0–7   | 02     |
| 4.  | Elpis FC       | 6   | 0  | 0  | 6  | 001:130 | −12   | 0      |